# Zona metropolitană Timișoara
Zona Metropolitană Timișoara (ZMT), este o zonă metropolitană din județul Timiș, constituită din municipiul Timișoara și alte 18 comune periurbane. A fost înființată legal în anul 2008 ca o asociație de dezvoltare intercomunitară și este membră a Federației Zonelor Metropolitane și Aglomerărilor Urbane din România (FZMAUR).
Zona Metropolitană Timișoara (ZMT) este administrată de Asociația de Dezvoltare Intercomunitară Polul de Creștere Timișoara, condusă de o Adunare Generală care include reprezentanți ai tuturor localităților membre.
Zona metropolitană Timișoara este regiunea cu cea mai rapidă urbanizare din România, trendul demografic fiind în creștere, datorită fenomenului de migrație internă, corelat cu dezvoltarea economică accelerată a Județului Timiș. Trendul se va accentua și mai puternic odată cu aderarea României la Spațiul Schengen și celelalte structuri euro-atlantice, datorită proximității imediate la Granița de Vest și accesului rapid al Timișoarei la piețele din Occident și Balcanii de Vest.
Zonele metropolitane în România au fost reglementate prin legea 351 din 6 iulie 2001 ca fiind o zonă constituită prin asociere, pe bază de parteneriat voluntar, între marile centre urbane (Capitala României și municipiile de rangul I) și localitățile urbane și rurale aflate la distanțe de până la 30 km.
Această asociere se dorește a fi un instrument administrativ eficient în scopul creșterii economiei zonei prin dezvoltare multidimensională și integrată pentru diminuarea disparităților și creșterea standardului de viață regional prin implementarea unui pachet de măsuri care vor influența în mod pozitiv activitatea prezentă și care vor contribui în mod categoric la dezvoltarea economică pe termen lung.

## Conceptul de zonă metropolitană

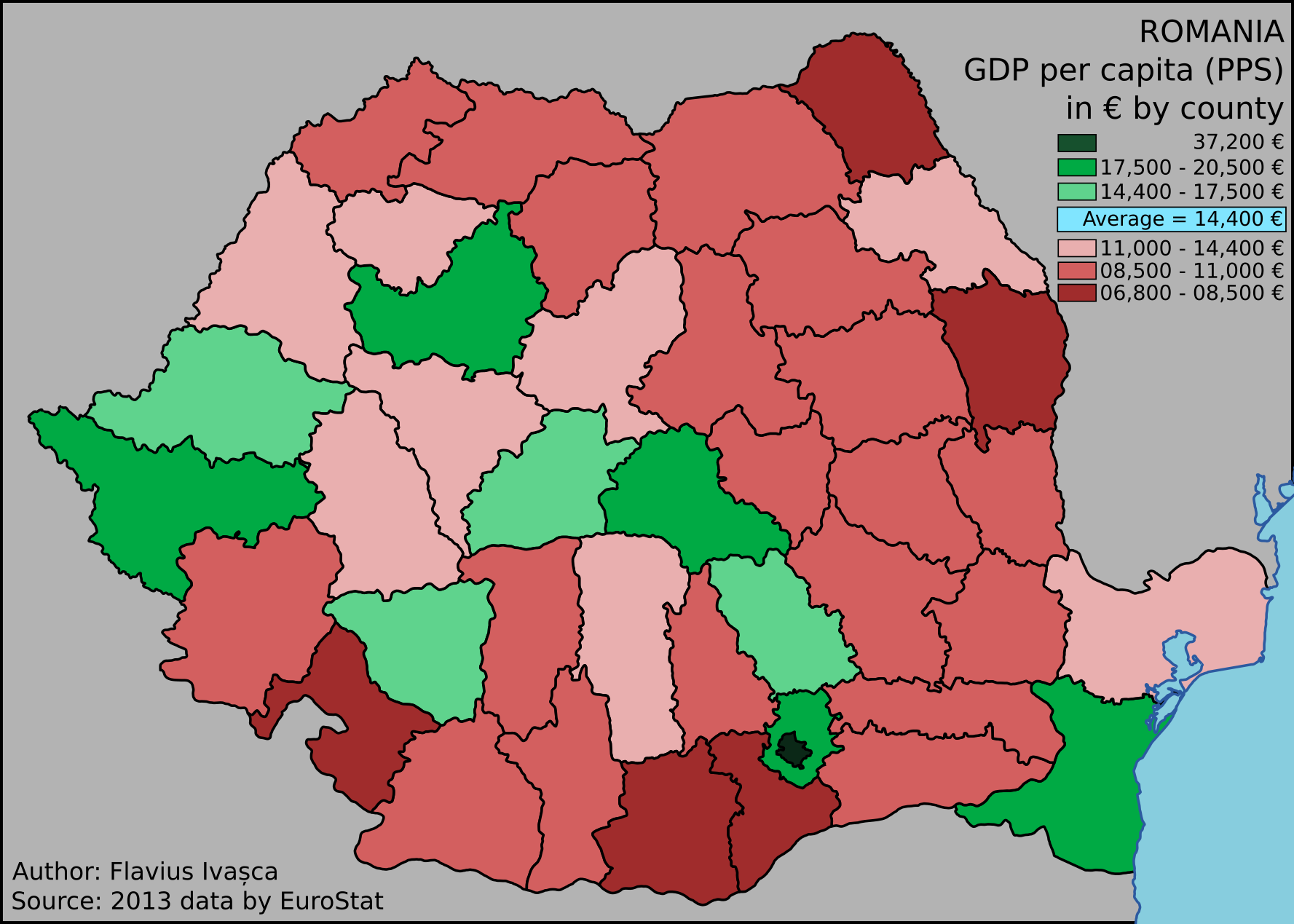
Produsul intern brut per capita al județelor României. Timișul se numără printre cele mai dezvoltate 5 regiuni ale țării din punct de vedere economic

Tendința de dezvoltare economică a orașelor cunoaște după anul 1990 o nouă etapă și anume "etapa orașelor înfrățite." Treptat tot mai multe orașe din România au înțeles că fără a aduce know-how în administrația locală nu se pot dezvolta economic. În acest sens ele au încheiat parteneriate de cooperare cu alte orașe din lume. Așa au luat parte așa- zisele orașe înfrățite. Conceptul de oraș înfrățit a apărut în Europa puțin timp după cel de al 2-lea Război Mondial, ca o cale de apropiere și înțelegere între cetățenii europeni și o metodă de a promova proiecte transnaționale reciproc avantajoase.

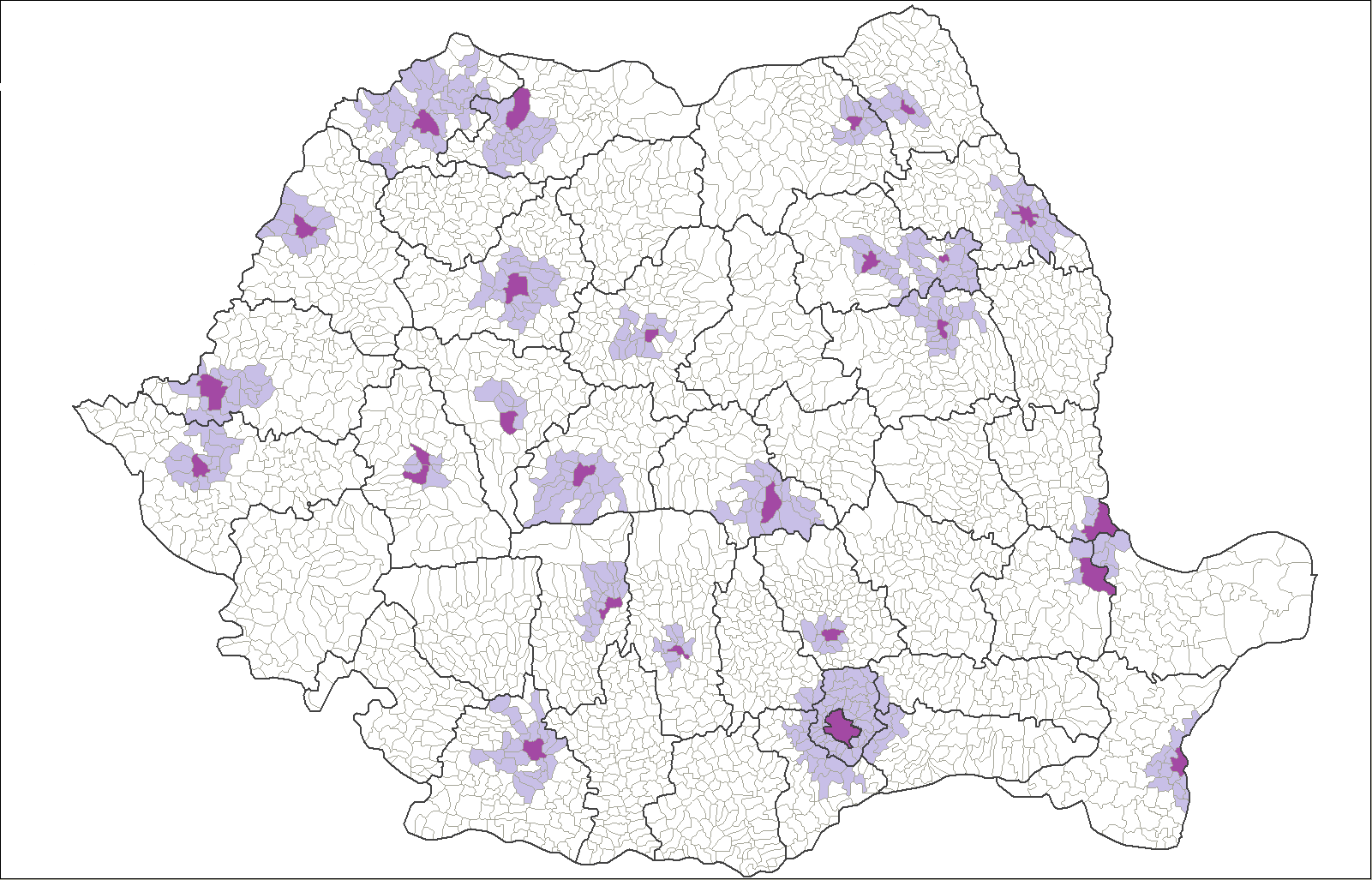
Zonele metropolitane din România. Conurbația Timișoara–Arad (Vest) este cea mai mare aglomerare urbană pe axa București–Budapesta–Belgrad (peste 800.000 de locuitori) - o zonă de polarizare cu impact direct asupra dezvoltării economice și urbane din Europa Centrală și de Est

Prin "înfrățirea orașelor" se oferă ocazia de a afla mai multe despre viața cotidiană a cetățenilor din alte țări europene, de a intra în contact și a face schimb de experiență, de a iniția proiecte pe subiecte de interes comun, cum ar fi dezvoltarea locală, mediul înconjurător, dezvoltare economică și diferențe culturale. Principala sursă de finanțare a proiectelor de înfrățire între orașe o reprezintă programul de Twinning al Comisiei Europene, înființat în anul 1989.
Un alt motor de dezvoltare locală îl reprezintă Zonele Metropolitane care au fost realizate cu scopul de a dezvolta economic anumite localități, de a putea accesa mai ușor fonduri europene. Practic localitățile care s-au asociat într-o zonă metropolitană pot beneficia de fonduri europene nerambursabile mult mai consistente. Se urmărește prin înființarea de zone metropolitane crearea unui parteneriat echilibrat între orașe și zonele rurale, între orașele mici, medii sau mari. Problemele și deciziile de politică urbană nu mai pot fi privite în mod izolat, la nivelul fiecărui oraș, ci acestea trebuie să fie puncte de concentrare pentru dezvoltarea regiunilor și să își asume responsabilitatea pentru coeziunea teritorială .

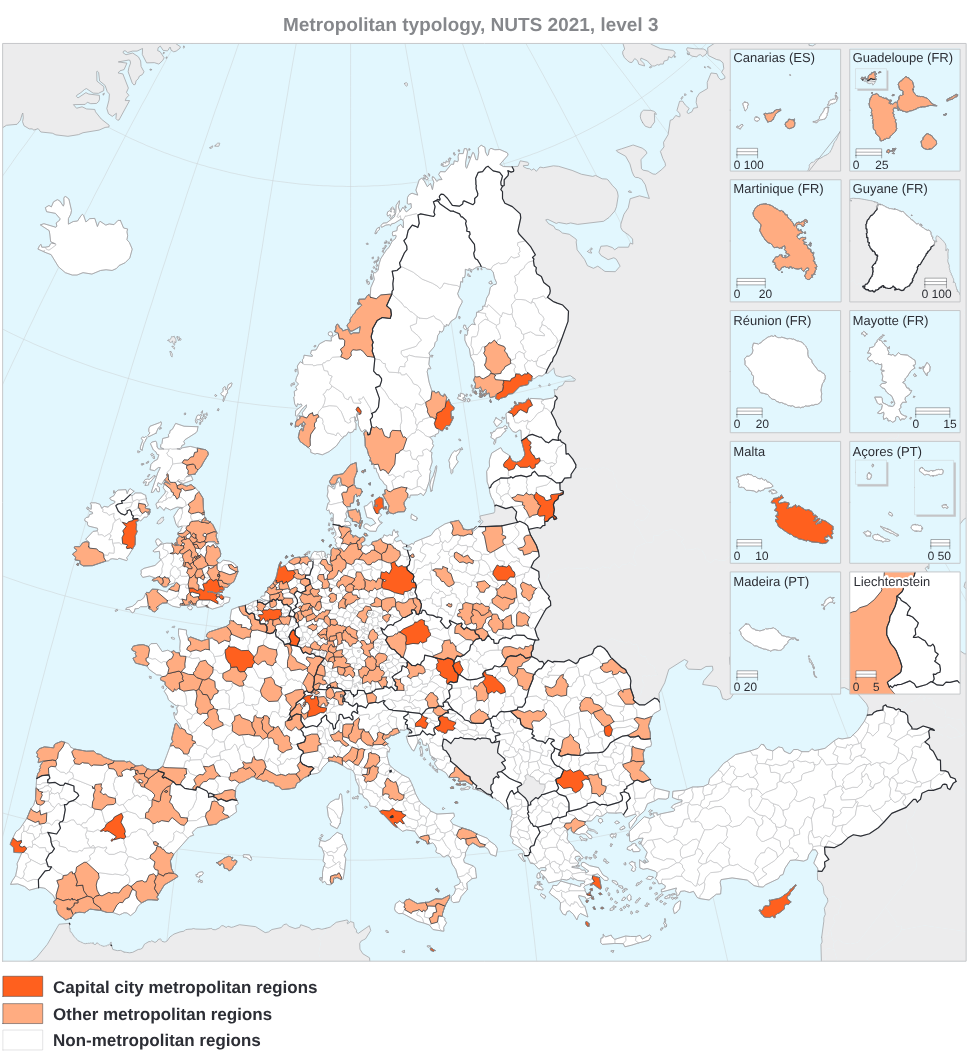
Hartă a regiunilor metropolitane din Europa, conform tipologiei calculate de Eurostat. Zona Metropolitană Timișoara și județul se disting printr-un ritm de urbanizare accelerat, net superior mediei naționale

## Componență
- Municipiul Timișoara;
- Județul Timiș prin Consiliul Județean;
- Comunele: Becicherecu Mic, Bucovăț, Biled, Dudeștii Noi, Dumbrăvița, Fibiș, Ghiroda, Giarmata, Moșnița Nouă, Orțișoara, Pădureni, Pișchia, Remetea Mare, Șag, Săcălaz, Șandra și Sânmihaiu Român.

Mai multe comune învecinate cu municipiul Timișoara au cunoscut în ultimii ani o dezvoltare semnificativă. Comunele Ghiroda, Giroc, Dumbrăvița, Chișoda, Moșnița Nouă,  și Utvin, au ajuns suburbii ale municipiului datorită dezvoltării facilităților, utilităților și a infrastructurii, alipindu-se teritorial de oraș. Alte comune au cunoscut și ele o dezvoltare semnificativă, cel mai corect fiind încadrate la o zonă peri-urbană aflată în planul secund față de municipiul Timișoara, împrumutând de asemenea caracteristici urbane specifice. Printre acestea punem enumera: Giarmata, Săcălaz, Remetea Mare, Sânmihaiu Român, Sânandrei, Șag, Dudeștii Noi, ș.a.

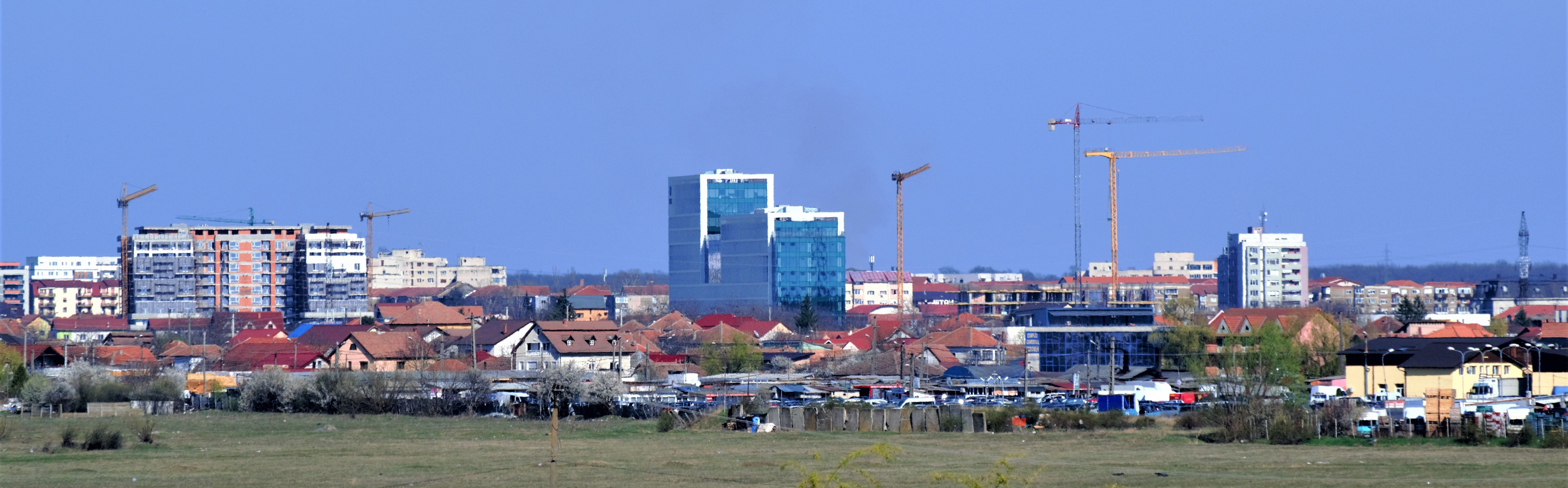
Imagine panoramică cu investițiile din zona de nord a Timișoarei, evidențiind construirea de turnuri de birouri, precum și expansiunea accelerată a sectorului imobiliar, comercial și de servicii al zonei

Timișoara, polul național de creștere din Regiunea Vest, este în același timp și un motor al dezvoltării. În planul dezvoltării intra-regionale Timișoara se distanțează de celelalte comunități. Atractivitatea sa se datorează poziției geografice, infrastructurii de transport și rețelei de utilități dezvoltate, economiei dinamice și forței de muncă calificate. 

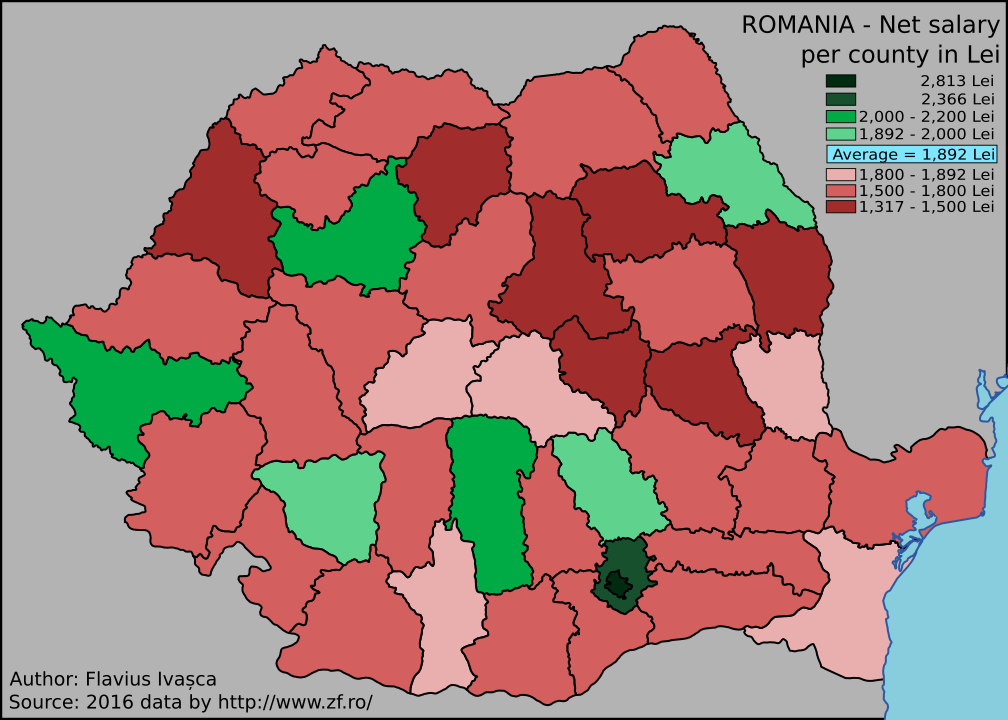
Harta salariului net, pe județe, în România. Timișul are cel mai mare venit mediu din țară după București, iar Timișoara cel mai ridicat standard al vieții la nivel național (locul 53 în Europa)

Timișoara este totodată, unul din cele patru centre universitare și academice naționale, alături de București, Cluj-Napoca și Iași, stabilite prin HG de Ministerul Educației Naționale și a Învățământului, adunând cca. 10-12% din totalul studenților de la nivel național înscriși în programele de licență, masterat, doctorat și rezidențiat. Învățământul superior este accesibil prin prezența a opt universități, patru publice și patru private:

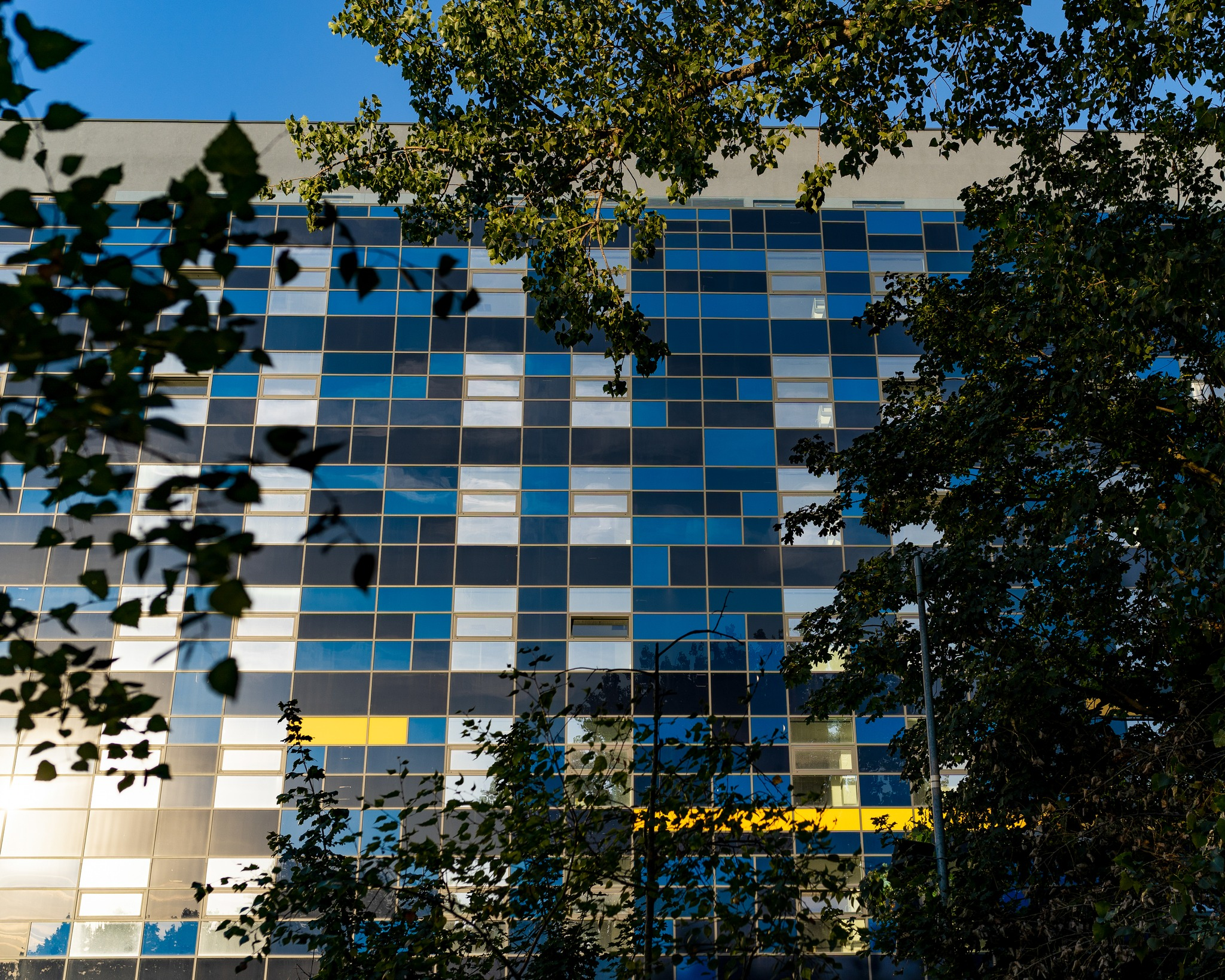
Cămin modern aparținând Universității de Vest din Timișoara, situat în perimetrul campusului din zona Complexul Studențesc

- Universități de stat: Universitatea de Vest, Universitatea Politehnica, Universitatea de Medicină și Farmacie „Victor Babeș” și Universitatea de Științele Vieții „Regele Mihai I”.
- Universități private: Universitatea Tibiscus, Universitatea Creștină „Dimitrie Cantemir”, Universitatea Mihai Eminescu și Universitatea Ioan Slavici.

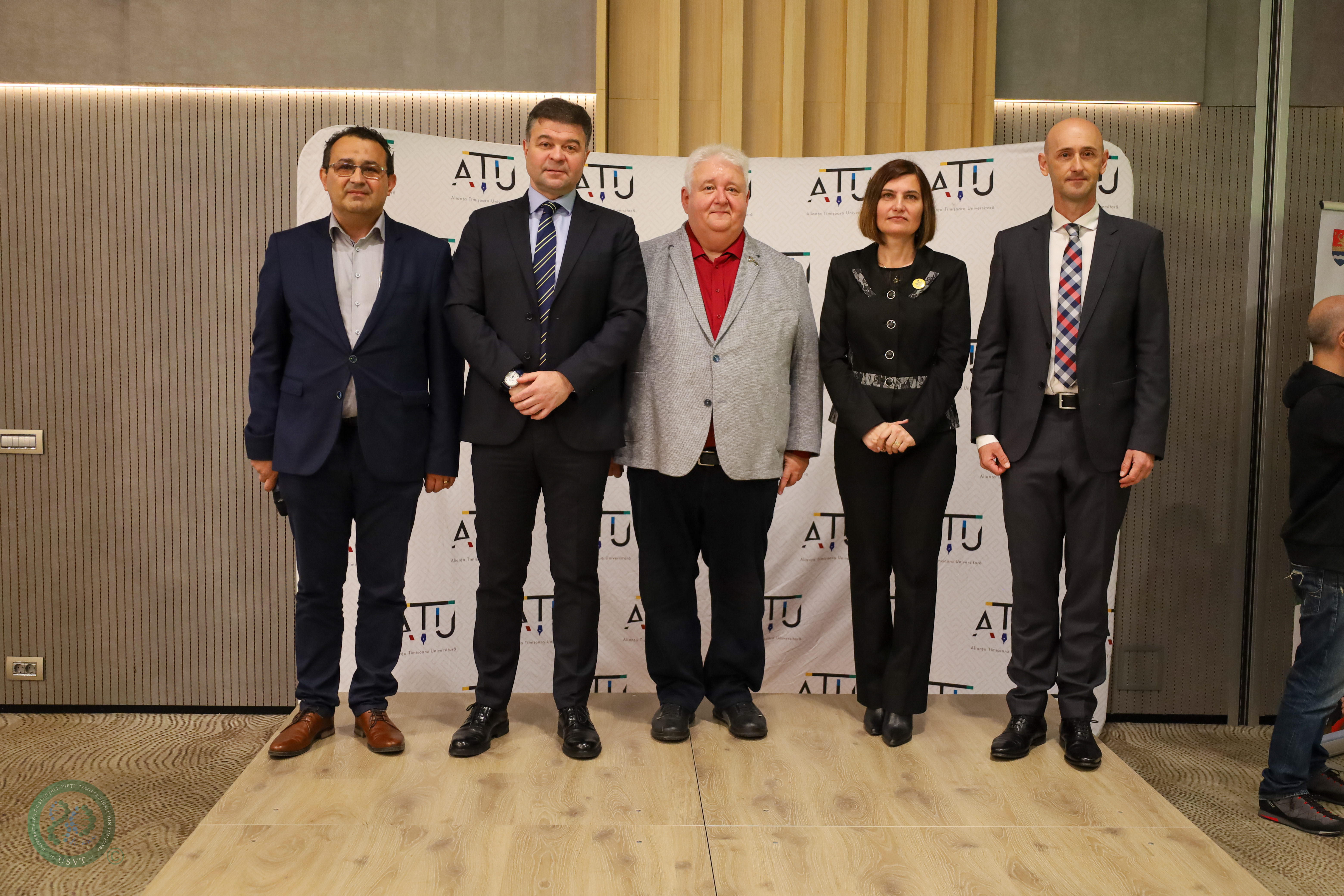
Înființată la 19 Iunie 2020, Alianța Timișoara Universitară (ATU) este prima și cea mai mare asociație universitară locală din România

## Obiective
- Alinierea Zonei Metropolitane Timișoara la standardele economice și sociale euro-atlantice, în consens cu cele naționale
- Instaurarea în Zona Metropolitană Timișoara a unui climat de piață aliniat procedurilor competiționale internaționale
- Creșterea coeziunii economico-sociale din Zona Metropolitană Timișoara

## Avantaje
- Descongestionarea municipiului Timișoara
- Satisfacerea cererii de locuințe noi a populației
- Fonduri bugetare mai mari pentru localitățile limitrofe
- Beneficii economice din creșterea atractivității zonelor pentru investitori
- Îmbunătățirea infrastructurii tehnico-edilitare și de transport
- Extinderea rețelelor de utilități
- Crearea de noi locuri de muncă bine plătite
- Creșterea nivelului de trai al populației
- Dezvoltarea regională și euroregională integrată
- Accesarea fondurilor structurale ș.a.

## Parteneriate
- Institutul Național de Statistică
- Agenția pentru Dezvoltare Regională
- Oficiul Național al Registrului Comerțului
- Ordinul Arhitecților din România
- Eurostat